# Las canciones de Bilitis
Las canciones de Bilitis (en francés: Les chansons de Bilitis) es una colección de poemas eróticos de Pierre Louÿs, publicada por primera vez en París en 1894. El libro se presentó como una presunta traducción de Louÿs de la obra de una poetisa de la Antigua Grecia, Bilitis, que habría vivido en la isla de Lesbos en el siglo VI a. C. Como su contemporánea Safo, Bilitis escribía poemas sensuales y apasionados en los que hablaba fundamentalmente de amor entre mujeres.
La obra va precedida de una Vida de Bilitis, narrada por el traductor, y siguen varias páginas de notas. Louÿs afirmaba que un arqueólogo alemán, Herr G. Heim (en español, "Señor S. Creto"), había encontrado los poemas en las paredes de una tumba en Chipre. Para conseguir una mayor apariencia de autenticidad, añadió la referencia de "no traducido" a algunos de los poemas. En un primer momento, cuando la obra se publicó, parte de la crítica creyó en la existencia de la poetisa, pero más tarde se descubrió que el autor de los poemas era el propio Pierre Louÿs.
En ellos Louÿs despliega toda su erudición y su conocimiento de los textos poéticos griegos. Es el amor por la lengua, un estilo sencillo que permite desplegar una gran fuerza al servicio de la sensualidad y del amor sáfico. Aunque la mayor parte de Las canciones de Bilitis son originales, bastantes poemas son epigramas reconstruidos de la Antología Palatina y algunos versos están tomados de la propia Safo. Los propios poemas son una mezcla de lánguida sensualidad y un estilo muy acabado a la manera parnasiana, aunque hay cierto subtexto galo del que Louÿs no pudo desprenderse del todo. 
Al igual que sucede con la mayor parte de sus obras, Pierre Louÿs completó las Canciones de Bilitis con otros poemas en prosa del mismo tipo, pero en los que se acentuaba el aspecto erótico. Estas Canciones secretas de Bilitis sólo se publicaron después de la muerte del autor.
Uno de los primeros grupos activistas de lesbianas en los Estados Unidos, las Daughters of Bilitis (hijas de Bilitis), debe su nombre a esta obra.